# Pingru Rao
Pingru Rao, né le 27 novembre 1922 à Nanchang et mort le 4 avril 2020 à Shanghai, est un auteur de bande dessinée chinois, auteur d'un roman graphique autobiographique, Notre histoire.

## Biographie
Rao Pingru est né en 1922 à Nanchang, en Chine. En 1940, il s'engage dans l'armée et est admis dans la prestigieuse Académie militaire de Huangpu, basée à Chengdu. En 1945, il est lieutenant, commandant une section de mortiers de 81 mm dans la 83e division de la 100e armée de l'Armée nationale révolutionnaire.
En 1948, il se marie lors d'une permission avec Meitang Mao. Il est nommé capitaine.
De 1958 à 1979 il est envoyé, en tant qu'ancien officier de l'Armée nationaliste, en camp de rééducation par le travail, un laogai, dans l'Anhui, avant d´être réhabilité en 1980. Il travaille pendant un moment comme éditeur dans une revue médicale . En 2008, à la suite du décès de sa femme, il décide d'écrire un livre à sa mémoire et apprend pour ce faire à écrire littérairement et à dessiner en s'inspirant notamment de l'œuvre de Sempé. Son ouvrage, Notre histoire, est publié en Chine en 2013. En 2017, il est à 95 ans l'invité d'honneur du festival d'Angoulême.
Pingru Rao meurt le 4 avril 2020 à Shanghai, à l'âge de 97 ans.

## Publication
- Pingru Rao, Notre histoire. Pingru et Meitang, Seuil, 2017.

## Exposition
- Festival d'Angoulême, janvier 2017.